# Cho-Liang Lin
Cho-Liang Lin   (Hsinchu, 29 de gener de 1960) és un violinista nord - americà d'origen taiwanès que ha interpretat solistes amb les orquestres més grans. "Musical America" el va nomenar "Instrumentalista de l'Any" el 2000.
El 1972 viatja a Austràlia i s'inscriu al Conservatori de Sydney. Tres anys més tard, fou acceptat com a alumne del llegendari professora Dorothy DeLay i després viatjà als Estats Units on establí la seva residència, on va obtenir ben aviat el seu diploma a la Juilliard School. Cho-Liang Lin debutà amb les millors orquestres del món, entre d'altres l'Orquestra de Filadèlfia, sota la direcció de Eugene Ormandy i l'Orquestra Simfònica de Londres amb André Previn.
A Amèrica, entre 1990/91, Lin s'exhibí amb l'Orquestra Filharmònica de Nova York, Orquestra Filharmònica de Los Angeles, l'Orquestra de Filadèlfia, Toronto i San Francisco. En un enregistrament en exclusiva per Sony Classical del concert per a violí de Felix Mendelssohn amb la Filarmonia dirigida per Michael Tilson Thomas, va ser votada com "Millor enregistrament de l'any 1989". Aquest mateix any rebé el premi Gramophone Magazine en la categoria "Millor gravació de l'any", per la seva execució dels Concerts de J. Sibelius i C. Nielsen sota la direcció d'Esa-Pekka Salonen. Amb l'Orquestra de Cambra Anglesa i direcció de Raymond Leppard, Lin va fer un registre integral de tots els Concerts pe ra violí de Mozart.
Va fundar el "Festival Internacional de Música de Taipei" el 1997, el festival de música clàssica més gran de Taiwan, que va reunir una audiència de més de 53.000 persones.